# 1919 год в науке
В 1919 году были различные научные и технологические события, некоторые из которых представлены ниже.

## События
- Артур Эддингтон сообщил о наблюдении отклонения света вблизи Солнца в момент полного затмения, что качественно и количественно подтвердило предсказания общей теории относительности[1].
- В июле был создан Международный астрономический союз.

## Достижения человечества

### Открытия
- Эрнест Резерфорд открыл искусственную ядерную реакцию и протон[2].
- Было установлено, что при сверхнизких температурах таллий и уран являются сверхпроводниками.

### Изобретения
- Уильям Икклз и Франк Джордан независимо от М. А. Бонч-Бруевича изобрели триггер[3].
- Л. С. Термен изобрёл терменвокс.

## Награды
- Медаль Копли: Уильям Мэддок Бейлисс
- Медаль Уолластона в геологии: Обри Страхан[англ.]
- Нобелевская премия
  - Физика: Йоханнес Штарк «за открытие эффекта Доплера в канальных лучах и расщепления спектральных линий в электрическом поле» (эффект Штарка).
  - Химия: не вручалась
  - Физиология и медицина: Жюль Борде «за открытия, связанные с иммунитетом» (формально присуждена в 1920 году).

## Родились
- 22 января — Тирс, Гарри Делберт
- 19 февраля — Самарский, Александр Андреевич
- 24 февраля — Фишер, Иосиф Залманович
- 19 марта — Кронквист, Артур
- 1 апреля — Шварц, Станислав Семёнович
- 22 апреля — Крам, Доналд Джеймс
- 1 июля — Шульц, Михаил Михайлович
- 9 июля — Эгген, Олин
- 26 июля — Лавлок, Джеймс
- 26 июля — Перек, Лубош
- 12 августа — Бербидж, Элинор Маргерит
- 28 августа — Хаунсфилд, Годфри
- 17 октября — Халатников, Исаак_Маркович
- 27 ноября — Пород, Гюнтер
- 5 декабря — Кун, Ханс
- 9 декабря — Липскомб, Уильям Нанн
- 12 декабря — Субботин, Валерий Иванович

## Скончались
- 15 января — Жером Эжен Коджа
- 3 февраля — Пикеринг, Эдуард Чарлз
- 4 апреля — Крукс, Уильям
- 14 апреля — Рыкачёв, Михаил Александрович
- 30 июня — Стретт, Джон Уильям (лорд Рэлей)
- 15 июля — Фишер, Герман Эмиль
- 21 июля — Густав Рециус
- 9 августа — Геккель, Эрнст Генрих
- 12 сентября — Алексеев, Владимир Фёдорович
- 25 августа — Кнорре, Виктор Карлович
- 15 ноября — Вернер, Альфред
- 1 декабря — Вильев, Михаил Анатольевич
- 1 декабря — Штейндахнер, Франц
- 13 декабря — Фойгт, Вольдемар
- 24 декабря — Гоби, Христофор Яковлевич
- 28 декабря — Ридберг, Йоханнес Роберт